# Bouton de Culotte
Bouton de Culotte est une des deux marques commerciales appartenant au groupement d'intérêt économique Capriferme constitué d'une dizaine d'éleveurs-producteurs. Elle est apposée sur un fromage fermier de lait cru de chèvre fabriqué dans le Mâconnais, dans la bordure nord-est du Massif central,,.

## Présentation
C'est un petit fromage à pâte molle à croûte fleurie et de couleur blanche, jaune ou bleue selon sa maturité. Il contient entre 40 et 45 % de matière grasse.

## Fabrication
La méthode d'obtention de ce fromage est comparable à celle du fromage mâconnais

### Vins conseillés
- Vins de Bourgogne[6]
- Vin rouge fruité[7]
- Vin blanc sec[7]

### Saisons conseillées
On le trouve du mois de mars jusqu'au mois de décembre.